# Soma San Diego
Das SOMA ist eine Konzerthalle in San Diego, Kalifornien. Es befindet sich in der unmittelbaren Nachbarschaft zu der San Diego Sports Arena. Es wurde als San Diegos „beste Konzerthalle für Punk und Rockmusik“ beschrieben.

## Geschichte
Ursprünglich befand sich das in den frühen 1990er-Jahren von Len Paul gegründete Konzertgelände in einem alten Lagerhaus der Downtown von San Diego. Zunächst wurde das SOMA als Diskothek genutzt, nur selten wurden Live-Konzerte gespielt. Eine Besonderheit war, dass die Einrichtung neben dem Nachtclub einen Kellerraum hatte, der The Dungeon hieß und für ungefähr 100 Personen ausgelegt war. In dem Dungeon spielten viele lokale Bands. Konnte die Gruppe eine größere Anzahl an Besucher anlocken, wurde das Konzert auf die Hauptbühne im Erdgeschoss verlegt. Bis zum Umzug im Jahr 1994 spielten zum Beispiel Rocket from the Crypt, Unwritten Law, blink-182, Stone Temple Pilots und Buck-O-Nine im SOMA.
Im Jahr 1994 zog die Konzerthalle in ein altes Lagerhaus in der Metro Street südlich der University of San Diego. Bis zur zwischenzeitlichen Schließung im Jahr 1999 spielten unter anderem Fugazi, Faith No More, Pavement, The Smashing Pumpkins, The Ramones und Weezer in dem Veranstaltungszentrum. 1995 spielte Dave Matthews Band ein Konzert, welches komplett im Radio übertragen wurde.
Im Jahr 2002 wurde das SOMA wieder eröffnet. Es zog in ein ehemaliges Multiplex-Kino, welches in eine Konzerthalle umgemodelt wurde. Eine Wand trennt die Hauptbühne von der Sidestage. Die Hauptbühne fasst Platz für 2.700 Besucher, während die Sidestage für 500 Gäste ausgelegt ist. Im Jahr 2004 spielte Switchfoot ein Konzert im SOMA, welches aufgezeichnet und als Live-DVD veröffentlicht wurde.